# Prémios Autores de 2017
A 8.ª Edição dos Prémios Autores ocorreu a 15 de março de 2017, no Centro Cultural de Belém, Portugal. A gala foi apresentada por Mafalda Arnauth e Pedro Lamares e transmitida em direto na RTP2.

## Vencedores
NotaOs vencedores estão destacados a negrito.

### Artes visuais
- Melhor exposição de artes plásticas
  - Os Pirómanos de Rui Moreira - Pavilhão Branco - Museu da Cidade
  - Corpo a Corpo com a pintura de Pedro Chorão - Galeria da Fundação Carmona e Costa e Cordoaria Nacional
  - Os meus Álbuns de Família um a um de Lourdes de Castro - Culturgest

- Melhor trabalho de fotografia
  - A Água da Luz de Rita Pinheiro Braga - Fnac Leiria Shopping
  - Tempo depois do tempo de Alfredo Cunha - Fórum da Maia
  - Crystal Clear de Augusto Alves da Silva - MACE - Museu de Arte Contemporânea de Elvas

- Melhor trabalho cenográfico
  - A Tempestade de Fernando Alvarez
  - O Impromptu de Versalhes de André Guedes
  - Moçambique de José Capela

### Cinema
- Melhor argumento
  - Posto Avançado do Progresso de Hugo Vieira da Silva
  - Cinzento e Negro de Luís Filipe Rocha
  - John From de João Nicolau e Mariana Ricardo

- Melhor filme
  - Cinzento e Negro de Luís Filipe Rocha
  - Cartas da Guerra de Ivo M. Ferreira
  - O Ornitólogo de João Pedro Rodrigues

- Melhor atriz
  - Ana Padrão em Jogo de Damas
  - Joana Bárcia em Cinzento e Negro
  - Monica Calle em Cinzento e Negro

- Melhor ator
  - Nuno Lopes em Posto Avançado do Progresso
  - Filipe Duarte em Cinzento e Negro
  - Miguel Nunes em Cartas da Guerra

### Dança
- Melhor coreografia
  - Turbulência de António M Cabrita, Henriett Ventura, São Castro e Xavier Carmo
  - Jaguar de Marlene Monteiro Freitas (Com Andreas Merk)
  - Segunda Feira: Atenção à Direita! de Cláudia Dias

### Literatura
- Melhor livro de ficção narrativa
  - O Meças de José Rentes de Carvalho, Editora: Quetzal
  - O Rapaz e o Pombo de Cristina Norton, Editora: Oficina do Livro
  - Não se pode morar nos olhos de um gato de Ana Margarida de Carvalho, Editora: Teorema

- Melhor livro de poesia
  - Bisonte de Daniel Jonas, Editora: Assírio & Alvim
  - Anunciações de Maria Teresa Horta, Editora: Dom Quixote
  - Palimpsesto de Ricardo Gil Soeiro, Editora: Deriva

- Melhor livro infantojuvenil
  - De umas coisas nascem outras de João Pedro Mésseder, Ilustrações de Rachel Caiano, Editora: Caminho
  - “Os pais não sabem mas eu explico de Maria João Lopes, Ilustrações de Teresa Cortez, Editora: Máquina de Voar
  - “Sonho com asas de Teresa Marques, Ilustrações de Fátima Afonso, Editora: Kalandraka

### Música
- Melhor trabalho de música popular
  - Amanhã tou melhor de Capitão Fausto
  - E às vezes dou por mim de André Henriques e Rui Carvalho
  - O amor é assim de Héber Marques, Frederico Martinho e Carminho

- Melhor trabalho de música erudita
  - Magnificat em talha dourada de Eurico Carrapatoso
  - Mares de António Chagas Rosa
  - Magma de João Pedro Oliveira

- Melhor disco
  - Menina de Cristina Branco
  - Têm os dias contados de Capitão Fausto
  - Lisboa de Lisboa String Trio

### Rádio
- Melhor programa de rádio
  - Governo Sombra, TSF de Carlos Vaz Marques, João Miguel Tavares, Pedro Mexia e Ricardo Araújo Pereira
  - Ronda da Noite, Antena 2 de Luís Caetano
  - Fórum TSF, TSF de Manuel Acácio

### Teatro
- Melhor espetáculo
  - Moçambique  de Jorge Andrade
  - A noite de Dona Luciana de Ricardo Neves Neves
  - O Impromptu de Versalhes de Miguel Loureiro

- Melhor atriz
  - Rita Cruz em A noite de Dona Luciana
  - Joana Brandão em Constelações
  - Isabel Munõz Cardoso em Jardim Zoológico de Vidro de Tennessee Williams

- Melhor ator
  - João Perry em O Pai
  - António Marques em Guernica
  - Pedro Almendra em Últimos Dias da Humanidade

- Melhor texto português representado
  - Terreno Selvagem de Miguel Castro Caldas
  - A Constituição de Mickael de Oliveira
  - Se eu vivesse tu morrias de Miguel Castro Caldas

### Televisão
- Melhor programa de informação
  - “A Guerra também foi nossa - Portugueses na guerra civil de Espanha”, Autoria Jornalística: Ana Luísa Rodrigues – RTP
  - “Renegados” - Grande Reportagem, Autoria Jornalística: Sofia Pinto Coelho – SIC
  - “Reforma agrária”, Autoria Jornalística: Margarida Metello - RTP2

- Melhor programa de ficção
  - “Terapia”, Autoria/Adaptação: João Tordo, Mafalda Ferreira, Mário Cunha e Sandra Zigue Machado; Realização: Patrícia Sequeira e José Carlos Santos - SP Televisão
  - “A Impostora”, Autoria: António Barreira, escrita com Ana Casaca, Helena Amaral, João Sequeira, Lúcia Feitosa, Pedro Cavaleiro; Realização: Attilio Riccó, Carlos Dante, Joel Monteiro, Jorge Queiroga, Tiago Álvarez Marques - Plural Entertainment
  - “Amor Maior”, Autoria: Inês Gomes Escrita com: Cândida Ribeiro, Ana Morgado, Catarina Bizarro, Manuel Carneiro,  Rita Roberto, Sandra Zigue Machado e Vasco Monteiro; Realização: Iva Areias, João Carvalho, Catarina Gama Pereira e Jorge Cardoso - SP Televisão

- Melhor programa de entretenimento
  - “Isto é Matemática”, Autoria: SIC Notícias, Rogério Martins (Matemático e Professor da Universidade Nova de Lisboa) Guiões de Tiago da Cunha Caetano; Realização: Ricardo da Silva - Produção Sigma 3
  - “Literatura aqui”, Autoria: Até ao Fim do Mundo e Teresa Paixão (RTP2); Realização: Ricardo Freitas - RTP2
  - “Governo Sombra”, Autoria: Carlos Vaz Marques, João Miguel Tavares, Pedro Mexia e Ricardo Araújo Pereira; Realização: TVI24

## Prémios especiais

### Prémio Vida e Obra de Autor Nacional
- António Lobo Antunes

### Prémios Melhor Programação Autárquica
- Município de Penafiel